# DreamWorks Animation
DreamWorks Animation (précédemment DreamWorks Animation SKG) ou plus simplement DreamWorks est une société américaine de production de films et séries télévisées d'animation. Elle était précédemment une division de DreamWorks SKG.

## Histoire
Le 12 octobre 1994, DreamWorks SKG crée DreamWorks Animation, pour la production de films d'animation au cinéma.
Le 27 octobre 2004, DreamWorks Animation se détache de sa maison mère Dreamworks SKG pour devenir indépendant et encore aujourd'hui Dreamworks Animation SKG est une société indépendante. Le 31 janvier 2006, Dreamworks Animation conclut un accord avec la Paramount qui a acquis l'ancienne société mère de Dreamworks Animation. Cet accord permet à Paramount d'avoir les droits de diffusions dans le monde entier des films de Dreamworks Animation.
Le 29 avril 2011, Gaylord Hotels annonce que ses hôtels comprendront des « expériences DreamWorks », avec des personnages et des chambres thématisées. Gaylord compte quatre hôtels centres de conventions à Nashville, Dallas, Kissimmee (en bordure du Walt Disney World Resort) et National Harbor au sud de Washington DC.
À partir de 2013, la 20th Century Fox s'occupe de la distribution des films de Dreamworks Animation en remplacement de la Paramount Pictures. Cette distribution a commencé avec Les Croods.
En janvier 2015, la société fait part de ses difficultés et annonce dans un communiqué qu'elle licenciera 500 personnes, soit un quart de ses effectifs. Le 24 février 2015, DreamWorks annonce 263 millions de dollars de pertes au quatrième trimestre 2014 et qu'elle va vendre son campus de Glendale puis de le louer situé en bordure du Grand Central Creative Campus de Disney.
Le 28 avril 2016, Comcast rachète le studio DreamWorks Animation pour la somme de 3,8 milliards de dollars (3,35 milliards d'euros). Depuis, Universal Pictures France remplace la 20th Century Fox dans la distribution des films DreamWorks en France.

## Logo
Steven Spielberg voulait comme logo un pêcheur assis sur la Lune et s'est rendu compte que le meilleur moyen de le réaliser serait en peinture . Il demande donc cela à Robert Hunt, qui prend son fils William comme modèle et le peintre a aussi imaginé la texture de sa lune. Le logo a été réalisé par le studio Industrial Light & Magic. Le logo animé a été créé en 1995 et a été vu pour la première fois dans Le Pacificateur en 1997.
Dans la version animée du logo de 1995, l'animation commence sur le reflet de la Lune et de nuages dans l'eau, puis un flotteur tombe et la caméra monte et traverse les nuages jusqu'à un jeune garçon assis sur le bord de la Lune. Peu à peu, La reine de la Nuit forme la lettre D, puis d'autres lettres apparaissent (R, E, A, M et W) et un nuage se déplace, les lettres écrivant alors « DreamWorks SKG » dans la nuit.

Ancien logo de la compagnie.

De 2004 à 2009, la caméra monte dans un ciel bleu parcouru de nuages jusqu'à la Lune en croissant. le jeune garçon entre alors dans le champ, tiré par une grappe de ballons contenant chacun une lettre. Il flotte ainsi jusqu'à la Lune, sur laquelle il s'assoit. Puis il sort une canne à pêche et lâche les ballons, qui éclatent ensuite en écrivant "DreamWorks" dans le ciel et le texte en dessous "Animation SKG" apparaît juste après.
De 2010 à 2017, la caméra recule légèrement pour montrer la jolie Lune de nuit, qui passe de Lune pleine à croissant. Le garçon à la canne à pêche apparaît alors dans l'ombre de la lune et lance sa ligne vers l'espace. L'hameçon est ainsi projeté vers le spectateur et chasse les nuages du ciel. Alors que la caméra recule, les lettres formant "DreamWorks" et le texte en dessous "Animation SKG" apparaissent aussitôt après.
En 2018, DreamWorks révèle un nouveau logo à l'occasion de la sortie de Dragons 3 : des nuages se dessinent progressivement dans un ciel de jour à la manière d'une peinture, parallèlement à un travelling avant qui se balade dans le ciel. Peu à peu, le ciel de jour passe à la nuit, les nuages "peints" passe à la troisième dimension, et une lune ronde se dessine. Le logo du petit garçon pêchant sur sa propre lune se superpose alors à la première lune. Le célèbre texte "Animation SKG" affiché en dessous du logo est remplacé par "A Comcast Company", affirmant la nouvelle appartenance de DreamWorks au studio Universal, elle-même filiale du groupe Comcast.
En décembre 2022 pour la sortie de Le Chat potté 2, une nouvelle animation du logo est dévoilée : le garçon se met debout sur le croissant de lune qui se déplace et il part à la rencontre de plusieurs personnages issus des films DreamWorks qui saluent le garçon : respectivement les Bad Guys du film éponyme, Krokmou (Dragons), Po (Kung Fu Panda), Ted Templeton (Baby Boss), Poppy (Les Trolls) et Shrek, l'Âne et Fiona (Shrek). Puis le croissant de lune remonte à travers les nuages où il se positionne dans la pleine lune tandis que le garçon sort sa canne à pêche et le logo DreamWorks apparaît en fondu.
En octobre 2023 pour la sortie de Les Trolls 3, le logo de l’animation de l’année précédente est conservé avec quelques modifications : Alex et Marty (Madagascar) remplacent Po, Eep (Les Croods) remplace Ted Templeton et le Chat Potté remplace Poppy.
En janvier 2025 pour la sortie de Dog Man, le logo de l’animation de l’année précédente est encore conservé avec un seul changement : Roz tenant Joli-Bec (Le Robot sauvage) remplacent les Bad Guys.

## Filmographie

### Longs métrages et films d'animation
- 1998 : Fourmiz (Antz) co-réalisé par Eric Darnell et Tim Johnson
- 1998 : Le Prince d'Égypte (The Prince of Egypt) co-réalisé par Simon Wells, Brenda Chapman et Steve Hickner
- 2000 : La Route d'Eldorado (The Road to El Dorado) co-réalisé par Will Finn, Bibo Bergeron, David Silverman et Don Paul
- 2000 : Chicken Run (Poulets en fuite au Québec) co-réalisé et co-écrit par Peter Lord et Nick Park
- 2001 : Shrek co-réalisé par Vicky Jenson et Andrew Adamson
- 2002 : Spirit, l'étalon des plaines (Spirit: Stallion of the Cimarron) co-réalisé par Kelly Asbury et Lorna Cook
- 2003 : Sinbad : La Légende des sept mers (Sinbad: Legend of the Seven Seas) co-réalisé par Patrick Gilmore et Tim Johnson
- 2004 : Shrek 2 co-réalisé par Andrew Adamson, Kelly Asbury et Conrad Vernon
- 2004 : Gang de requins (Shark Tale) co-réalisé par Bibo Bergeron, Vicky Jenson et Rob Letterman
- 2005 : Madagascar co-réalisé et co-écrit par Eric Darnell et Tom McGrath
- 2005 : Wallace et Gromit : Le Mystère du lapin-garou (Wallace & Gromit: The Curse of the Were-Rabbit co-réalisé et co-écrit par Nick Park et Steve Box
- 2006 : Nos voisins, les hommes co-réalisé par Tim Johnson et Karey Kirkpatrick
- 2006 : Souris City (Flushed Away) co-réalisé par David Bowers et Sam Fell
- 2007 : Shrek le troisième (Shrek the Third) réalisé par Chris Miller et co-réalisé par Raman Hui
- 2007 : Bee Movie : Drôle d'abeille (Bee Movie) (Drôle d'abeille au Québec) co-réalisé par Simon J. Smith et Steve Hickner
- 2008 : Kung Fu Panda co-réalisé par John Stevenson et Mark Osborne
- 2008 : Madagascar 2 (Madagascar: Escape Africa) co-réalisé et co-écrit par Tom McGrath et Eric Darnell
- 2009 : Monstres contre Aliens (Monsters vs. Aliens) co-réalisé et co-écrit par Rob Letterman et Conrad Vernon
- 2010 : Dragons (How to Train Your Dragon) co-réalisé et co-écrit par Chris Sanders et Dean DeBlois
- 2010 : Shrek 4 : Il était une fin (Shrek Forever After) réalisé par Mike Mitchell
- 2010 : Megamind réalisé par Tom McGrath
- 2011 : Kung Fu Panda 2 réalisé par Jennifer Yuh Nelson
- 2011 : Le Chat potté (Puss in Boots) réalisé par Chris Miller
- 2012 : Madagascar 3 : Bons baisers d'Europe (Madagascar 3: Europe's Most Wanted) co-réalisé et co-écrit par Conrad Vernon, Eric Darnell et Tom McGrath
- 2012 : Les Cinq Légendes (Rise of the Guardians) (Le Réveil des Gardiens au Québec) réalisé par Peter Ramsey
- 2013 : Les Croods (The Croods) co-réalisé et co-écrit par Kirk DeMicco et Chris Sanders
- 2013 : Turbo réalisé et écrit par David Soren
- 2014 : M. Peabody et Sherman : Les Voyages dans le temps (Mr. Peabody & Sherman) (M. Peabody et Sherman au Québec réalisé par Rob Minkoff
- 2014 : Dragons 2 (How to Train Your Dragon 2) réalisé et écrit par Dean DeBlois
- 2014 : Les Pingouins de Madagascar (The Penguins of Madagascar) co-réalisé par Simon J. Smith et Eric Darnell
- 2015 : En route ! (Home) réalisé par Tim Johnson
- 2016 : Kung Fu Panda 3 co-réalisé par Jennifer Yuh Nelson et Alessandro Carloni
- 2016 : Les Trolls (Trolls) co-réalisé par Mike Mitchell et Walt Dohrn
- 2017 : Baby Boss (The Boss Baby) (Le bébé boss au Québec) réalisé par Tom McGrath
- 2017 : Capitaine Superslip (Captain Underpants) (Les Aventures du Capitaine Bobette, le film au Québec) réalisé par David Soren
- 2019 : Dragons 3 : Le Monde caché (How to Train Your Dragon: The Hidden World) (Dragons : Le Monde caché au Québec) réalisé et écrit par Dean DeBlois
- 2019 : Abominable[11] co-réalisé par Jill Culton et Todd Wilderman
- 2020 : Les Trolls 2 : Tournée mondiale co-réalisé par Walt Dohrn et David P. Smith (Trolls World Tour)[12]
- 2021 : Les Croods 2 : Une nouvelle ère (The Croods: A New Age) réalisé par Joel Crawford[13]
- 2021 : Spirit : L'Indomptable (Spirit Untamed) réalisé par Elaine Bogan et Ennio Torresan Jr.[14]
- 2021 : Baby Boss 2 : Une affaire de famille (The Boss Baby: Family Business)[15] (Le bébé boss : Une affaire de famille au Québec) réalise par Tom McGrath
- 2022 : Les Bad Guys[14] (The Bad Guys) (Les Méchants au Québec) réalisé par Pierre Perifel
- 2022 : Le Chat potté 2 : La Dernière Quête[14] (Puss in Boots: The Last Wish) (Le Chat potté : Le dernier vœu au Québec) réalisé par Joel Crawford et Januel P. Mercado
- 2023 : Ruby, l'ado Kraken (Ruby Gillman, Teenage Kraken) réalisé par Kirk DeMicco et Faryn Pearl
- 2023 : Les Trolls 3 (Trolls Band Together) réalisé par Walt Dohrn et Tim Heitz
- 2024 : La Nuit d'Orion (Orion and the Dark) réalisé par Sean Charmatz et écrit par Charlie Kaufman
- 2024 : Kung Fu Panda 4 réalisé par Mike Mitchell et Stephanie Ma Stine
- 2024 : Le Robot sauvage (The Wild Robot) (Robot sauvage au Québec) réalisé par Chris Sanders
- 2025 : Dog Man (Super Chien au Québec) réalisé par Peter Hastings
- 2025 : Les Bad Guys 2 (The Bad Guys 2) (Les Méchants 2 au Québec) réalisé par Pierre Perifel

### Films en prise de vues réelles
- 2025 : Dragons (How to Train Your Dragon) réalisé et écrit par Dean DeBlois

### Films à venir
- 2025 : Gabby et la Maison magique, le film (Gabby's Dollhouse: The Movie) réalisé par Ryan Crego
- 2026 : Forgotten Island reálisé par Joel Crawford et Januel P. Mercado
- 2027 : Shrek 5
- 2027 : Kung Fu Panda 5

### Films sans date
- L'âne (Donkey)
- Le Robot Sauvage 2 (The Wild Robot 2)
- Kung Fu Panda 6

### Courts métrages
- 2003 : Shrek 4-D
- 2006 : Hammy's Boomerang Adventure
- 2008 : Kung Fu Panda : Les Secrets des cinq cyclones (Secrets of the Furious Five)
- 2009 : L'Anniversaire de B.O.B. (B.O.B.'s Big Break)
- 2010 : Harold et la légende du Pikpoketos (Legend of the Boneknapper Dragon)
- 2011 : Megamind : Le Bouton du Chaos (Megamind: The Button of Doom)
- 2011 : La Nuit des carottes vivantes (Night of the Living Carrots)
- 2011 : Le Livre des Dragons (Book of Dragons)
- 2011 : Kung Fu Panda : Les Secrets des Maîtres (Kung Fu Panda: Secrets of the Masters)
- 2012 : Le Chat potté : Les Trois Diablos (Puss in Boots: The Three Diablos)
- 2016 : Kung Fu Panda : Les Secrets du rouleau (Kung Fu Panda: Secrets of the Scroll)
- 2017 : Les Aventures extraordinaires de Baby Boss et Tim (The Boss Baby and Tim's Treasure Hunt Through Time)[16] (Les Aventures extraordinaries de Bébé Boss et Tim au Québec)
- 2023 : Un Noël façon Bad Guys (en) (The Bad Guys: A Verry Bad Holliday)

### Téléfilms
- 2000 : Joseph, le roi des rêves (Joseph: King of Dreams) co-réalisé par Rob LaDuca et Robert C. Ramirez
- 2005 : Madagascar : Mission Noël
- 2007 : Joyeux Noël Shrek !
- 2009 : Monstres contre Aliens : Les Citrouilles mutantes venues de l'espace
- 2009 : Joyeux Noël Madagascar
- 2010 : Shrek, fais-moi peur !
- 2010 : Kung Fu Panda : Bonnes Fêtes
- 2011 : Le Cadeau du Furie Nocturne
- 2013 : Madagascar à la folie
- 2017 : Les Trolls : spécial fêtes (Trolls Holiday)[17]
- 2024 : Les Bad Guys : Un bonbon ou un casse (en) (The Bad Guys: Haunted Heist)

### Séries télévisées d'animations
- 2001-2002 : Évolution (Alienators: Evolution Continues)
- 2008-2015 : Les Pingouins de Madagascar (The Penguins of Madagascar)
- 2011-2016 : Kung Fu Panda : L'Incroyable Légende (Kung Fu Panda: Legends of Awesomeness)
- 2012-2018 : Dragons : Cavaliers de Beurk (DreamWorks Dragons)
- 2013-2014 : Monstres contre Aliens (Monsters vs. Aliens)
- 2013-2016 : Turbo FAST
- 2014-2016 : Les Végétaloufs dans la place (VeggieTales in the House)
- 2014-2017 : Roi Julian ! L'Élu des lémurs (All Hail King Julien)
- 2015-2018 : Les Aventures du Chat Potté (The Adventures of Puss in Boots)
- 2015-2018 : Dinotrux
- 2015-2017 : Le Show de M. Peabody et Sherman (The Mr. Peabody & Sherman Show)
- 2015-2017 : Les Croods : Origines (Dawn of the Croods)
- 2016- : Oui-Oui : Enquêtes au Pays des jouets (Noddy, Toyland Detective)
- 2016-2018 : Voltron : Le Défenseur Légendaire (Voltron: Legendary Defender)
- 2016-2018 : En route : Les Aventures de Tif et Oh (Home: Adventures with Tip & Oh)
- 2016-2018 : Chasseurs de trolls (Trollhunters: Tales of Arcadia
- 2017- : Spirit : Au galop en toute liberté (Spirit Riding Free)
- 2018-2019 : Trolls : En avant la musique ! (Trolls: The Beat Goes On)
- 2018-2020 : Baby Boss : Les affaires reprennent (The Boss Baby: Back in Business) (Le Bébé Boss : Les affaires reprennent au Québec)
- 2018- : The Adventures of Rocky and Bullwinkle (2018-)
- 2018-2019 : Kung Fu Panda : Les Pattes du destin (Kung Fu Panda: The Paws of Destiny)[18]
- 2018 : Les Aventures extraordinaires de Capitaine Superslip (The Epic Tales of Captain Underpants)[19] (Les Aventures extraordinaires du Capitaine Bobette au Québec)
- 2018-2020 : She-Ra et les Princesses au pouvoir (She-Ra and the Princesses of Power)[19]
- 2018 : Les Enfants de Harvey Street (Harvey Street Kids)[19]
- 2018 : Le Trio venu d'ailleurs : Les Contes d'Arcadia (3-Below)[19]
- 2019 : Mages et Sorciers : Les Contes d'Arcadia (Wizards)[19]
- 2019 : Où est Charlie ? (Where's Waldo?)
- 2019- : Les pérégrinations d'Archibald (Archibald's Next Big Thing)
- 2019-2022 : Dragons : Les Gardiens du ciel (DreamWorks Dragons: Rescue Riders)
- 2019-2021 : Fast and Furious : Les Espions dans la course (Fast & Furious: Spy Racers) (Rapides et dangereux : Les Espions dans la course au Québec)
- 2020 : Kipo and the Age of Wonderbeasts
- 2020 : Jurassic World : La Colo du Crétacé (Monde Jurassique : Le Camp du Crétacé au Québec)
- 2020 : Doug : le robot curieux
- 2020 : Trolls Trollstopia
- 2021 : Les Croods, (Pré)histoires de famille
- 2021 : Gabby et la Maison magique
- 2021-2023 : Dragons : Les Neuf Royaumes (DreamWorks Dragons : The Nine Realms)
- 2021-2023 : Fonce, toutou, fonce !
- 2022-2023 : Baby Boss : Retour au Berceau (Le Bébé Boss : Retour au Berceau au Québec)
- 2022-2023 : Kung Fu Panda : Le Chevalier Dragon (Kung Fu Panda: The Dragon Knight)
- 2023 : Abominable et la Ville Invisible
- 2023 : Narval ou presque
- 2023 : Les Petits Carnets des Perles de rosée
- 2024 : Megamind Rules !